# هومر داونپورت

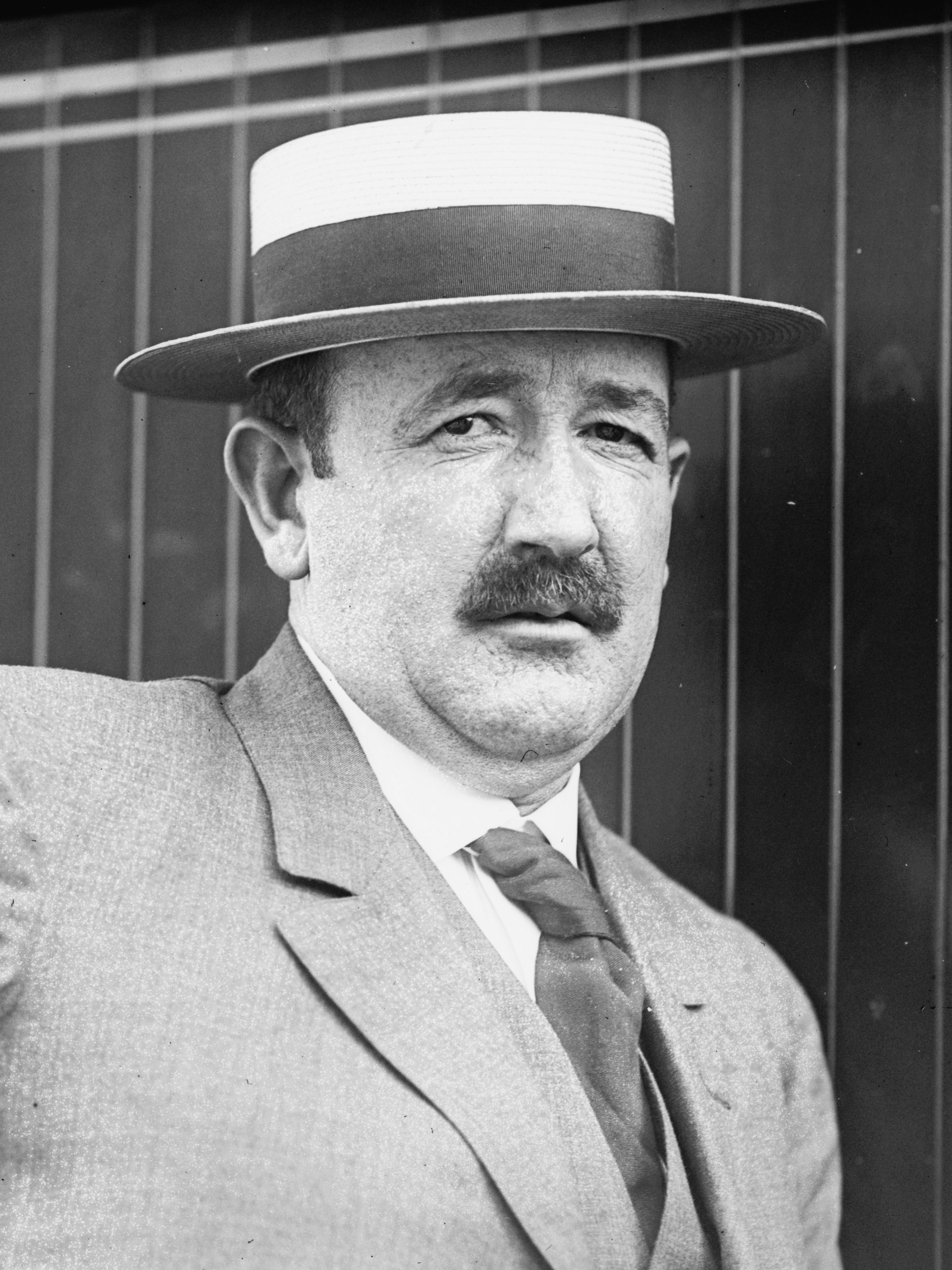
هومر کالوین داونپورت، کاریکاتوریست آمریکایی

هومر کالوین داونپورت (زادهٔ ۸ مارس ۱۸۶۷ – درگذشته ۲ مارس ۱۹۱۲) کاریکاتوریست سیاسی و نویسنده اهل ایالات متحده بود. او به خاطر نقاشی‌هایش شناخته شده‌است که چهرهٔ عصر ترقی‌خواهی، Gilded Age و مهمترین سناتور اوهایو مارک هانا را به سخره می‌گیرد. با این‌که داونپورت هیچ آموزش هنری رسمی ندیده بود، به یکی از پُردرآمدترین کارتونیست‌های سیاسی جهان بدل شد. داونپورت همچنین یکی از اولین پرورش‌دهندگان بزرگ آمریکایی اسب عربی و یکی از بنیان‌گذاران کلوپ اسب عربی آمریکا بود.